# US Open 2019 (tennis)
De 139e editie van het US Open werd gespeeld van 26 augustus tot en met 8 september 2019. Voor de vrouwen was dit de 133e editie van het Amerikaanse hardcourttoernooi. Het toernooi vond plaats in het USTA Billie Jean King National Tennis Center in de Amerikaanse stad New York.

## Toernooisamenvatting
Bij het vrouwenenkelspel was de als eerste geplaatste Naomi Osaka uit Japan titelverdedigster – zij werd in de vierde ronde uitgeschakeld door de Zwitserse Belinda Bencic. Ook haar naaste concurrentes Ashleigh Barty (2) en Karolína Plíšková (3) hadden de vierde ronde als eindstation. In de finale slaagde de als achtste geplaatste Amerikaanse Serena Williams er niet in om revanche nemen voor de nederlaag die zij vier weken eerder in Toronto tegen Bianca Andreescu leed – de als vijftiende geplaatste Canadese won de eindstrijd in twee sets.
De titelverdediger in het mannenenkelspel, de als eerste geplaatste Novak Đoković, bereikte de vierde ronde – in zijn partij tegen de Zwitser Stanislas Wawrinka moest de Serviër de strijd opgeven wegens een blessure. De als derde geplaatste Roger Federer kwam niet voorbij de kwartfinale, waarin hij het moest afleggen tegen de ongeplaatste Bulgaar Grigor Dimitrov. De eindstrijd werd bevochten door het tweede reekshoofd Rafael Nadal en de als vijfde geplaatste Daniil Medvedev – de Spanjaard had vijf sets nodig om de Rus op de knieën te krijgen. Het was Nadals negentiende grandslamtitel, de vierde op het US Open.
Het vrouwendubbelspel werd in 2018 gewonnen door Ashleigh Barty en Coco Vandeweghe – zij speelden deze keer met andere partners. De Amerikaanse Vandeweghe en Bethanie Mattek-Sands strandden in de eerste ronde. Het eerste reekshoofd, Tímea Babos en Kristina Mladenovic, verloor in de kwartfinale van de Australische die nu samenspeelde met Viktoryja Azarenka uit Wit-Rusland. Het als achtste geplaatste koppel Azarenka/Barty bereikte de finale, waar zij in twee sets moesten zwichten voor het vierde reekshoofd, de Belgische Elise Mertens en Wit-Russin Aryna Sabalenka, die daarmee elk hun eerste grandslamtitel wonnen.
Bij de mannen waren de Amerikanen Mike Bryan en Jack Sock titelverdedigers – ook zij hadden voor andere partners gekozen. Bryan en broer Bob verloren in de derde ronde van Sock en Jackson Withrow. De Colombianen Juan Sebastián Cabal en Robert Farah Maksoud, als eerste geplaatst, wonnen de titel – in de finale versloegen zij het achtste reekshoofd, Marcel Granollers en Horacio Zeballos, in twee sets.
Het gemengd dubbelspel werd in 2018 gewonnen door Bethanie Mattek-Sands en Jamie Murray – dit jaar namen zij deel op basis van een wildcard. Zij slaagden erin hun titel te verlengen – in de finale versloegen zij het eerste reekshoofd, Chan Hao-ching en Michael Venus, in twee sets.
In het rolstoelvrouwentoernooi gingen alle titels naar Nederland. Diede de Groot versloeg de Japanse Yui Kamiji in het enkelspel, waarna zij in het dubbelspel samen met Aniek van Koot zegevierde over de Duitse Sabine Ellerbrock en Kgothatso Montjane uit Zuid-Afrika.
Het toernooi van 2019 trok een recordaantal van 853.227 toeschouwers. Het twee weken durende hoofdtoernooi trok 737.872 toeschouwers. Daarnaast trok de fanweek (waaronder het kwalificatietoernooi) voorafgaand aan het hoofdtoernooi 115.355 toeschouwers. Het Arthur Ashe Stadium was gedurende het hoofdtoernooi 23 van de 24 sessies uitverkocht.

## Toernooikalender
| US Open            | augustus 2019 | augustus 2019 | augustus 2019 | augustus 2019 | augustus 2019 | augustus 2019 | augustus 2019 | september 2019 | september 2019 | september 2019 | september 2019 | september 2019 | september 2019 | september 2019 | september 2019 | september 2019 |
| US Open            | maa 26        | din 27        | woe 28        | don 29        | vrĳ 30        | vrĳ 30        | zat 31        | zon 1          | maa 2          | din 3          | woe 4          | don 5          | vrĳ 6          | zat 7          | zon 8          |                |
| ------------------ | ------------- | ------------- | ------------- | ------------- | ------------- | ------------- | ------------- | -------------- | -------------- | -------------- | -------------- | -------------- | -------------- | -------------- | -------------- | -------------- |
| mannenenkelspel    | 1e ronde      | 1e ronde      | 2e ronde      | 2e ronde      | 3e ronde      | 3e ronde      | 3e ronde      | 4e ronde       | 4e ronde       | kwartfinale    | kwartfinale    |                | halve finale   |                | finale         |                |
| vrouwenenkelspel   | 1e ronde      | 1e ronde      | 2e ronde      | 2e ronde      | 3e ronde      | 3e ronde      | 3e ronde      | 4e ronde       | 4e ronde       | kwartfinale    | kwartfinale    | halve finale   |                | finale         |                |                |
| mannendubbelspel   |               |               | 1e ronde      | 1e ronde      | 2e ronde      | 2e ronde      | 2e ronde      | 3e ronde       | 3e ronde       | kwartfinale    | kwartfinale    | halve finale   | finale         |                |                |                |
| vrouwendubbelspel  |               |               | 1e ronde      | 1e ronde      | 2e ronde      | 2e ronde      | 2e ronde      | 3e ronde       | 3e ronde       | kwartfinale    | kwartfinale    | halve finale   |                |                | finale         |                |
| gemengd dubbelspel |               |               |               | 1e ronde      | 1e ronde      | 1e ronde      | 2e ronde      | 2e ronde       | kwartfinale    | kwartfinale    | halve finale   |                |                | finale         |                |                |

## Belangrijkste uitslagen
Mannenenkelspel

Finale: Rafael Nadal (Spanje) won van Daniil Medvedev (Rusland) met 7-5, 6-3, 5-7, 4-6, 6-4
Vrouwenenkelspel

Finale: Bianca Andreescu (Canada) won van Serena Williams (Verenigde Staten) met 6-3, 7-5
Mannendubbelspel

Finale: Juan Sebastián Cabal (Colombia) en Robert Farah Maksoud (Colombia) wonnen van Marcel Granollers (Spanje) en Horacio Zeballos (Argentinië) met 6-4, 7-5
Vrouwendubbelspel

Finale: Elise Mertens (België) en Aryna Sabalenka (Wit-Rusland) wonnen van Viktoryja Azarenka (Wit-Rusland) en Ashleigh Barty (Australië) met 7-5, 7-5
Gemengd dubbelspel

Finale: Bethanie Mattek-Sands (Verenigde Staten) en Jamie Murray (Verenigd Koninkrijk) wonnen van Chan Hao-ching (Taiwan) en Michael Venus (Nieuw-Zeeland) met 6-2, 6-3
Jongensenkelspel

Finale: Jonáš Forejtek (Tsjechië) won van Emilio Nava (Verenigde Staten) met 6-7(4), 6-0, 6-2
Jongensdubbelspel

Finale: Eliot Spizziri (Verenigde Staten) en Tyler Zink (Verenigde Staten) wonnen van Andrew Paulson (Tsjechië) en Alexander Zgirovsky (Wit-Rusland) met 7-6, 6-4
Meisjesenkelspel

Finale: María Camila Osorio Serrano (Colombia) won van Alexandra Yepifanova (Verenigde Staten) met 6-1, 6-0
Meisjesdubbelspel

Finale: Kamilla Bartone (Letland) en Oksana Selechmetjeva (Rusland) wonnen van Aubane Droguet (Frankrijk) en Séléna Janicijevic (Frankrijk) met 7-5, 7-6
Rolstoelmannenenkelspel

Finale: Alfie Hewett (Verenigd Koninkrijk) won van Stéphane Houdet (Frankrijk) met 7-6, 7-6
Rolstoelmannendubbelspel

Finale: Alfie Hewett (Verenigd Koninkrijk) en Gordon Reid (Verenigd Koninkrijk) wonnen van Gustavo Fernández (Argentinië) en Shingo Kunieda (Japan) met 1-6, 6-4, [11-9]
Rolstoelvrouwenenkelspel

Finale: Diede de Groot (Nederland) won van Yui Kamiji (Japan) met 4-6, 6-1, 6-4
Rolstoelvrouwendubbelspel

Finale: Diede de Groot (Nederland) en Aniek van Koot (Nederland) wonnen van Sabine Ellerbrock (Duitsland) en Kgothatso Montjane (Zuid-Afrika) met 6-2, 6-0
Quad-enkelspel

Finale: Andy Lapthorne (VK) won van Dylan Alcott (Australië) met 6-1, 6-0
Quad-dubbelspel

Finale: Dylan Alcott (Australië) en Andy Lapthorne (VK) wonnen van Bryan Barten (VS) en David Wagner (VS) met 6-7, 6-1, [10-6]

## Uitzendrechten
De US Open was in Nederland en België exclusief te zien op Eurosport. Eurosport zond de US Open uit via de lineaire sportkanalen Eurosport 1 en Eurosport 2 en via de online streamingdienst, de Eurosport Player.